# Martha Genenger
Martha Genenger (Krefeld, 11 novembre 1911 – 1º agosto 1995) è stata una nuotatrice tedesca.
Specializzata nella rana, ha vinto la medaglia d'argento nei 200 m ai Giochi olimpici di Berlino 1936.

## Palmarès
- Olimpiadi

Berlino 1936: argento nei 200 m rana.
- Europei

1934 - Magdeburgo: oro nei 200 m rana.